# Guillermo del Toro
Guillermo del Toro Gómez (Guadalajara, Jalisco, 9 de octubre de 1964) es un director cinematográfico, guionista y productor de cine mexicano. Ha logrado ser galardonado con el Premio Goya y varias veces con el Premio Ariel. Es acreedor del Globo de Oro y de tres Óscar como mejor director y mejor película, ambos por La forma del agua, y mejor película animada por Pinocho.
Comenzó a filmar en México desde adolescente, cuando estaba en el Instituto de Ciencias, en la ciudad de Guadalajara, Jalisco. Pasó diez años en diseño de maquillaje y formó su propia compañía, Necropia, antes de poder ser el productor ejecutivo de su primer filme, a los 21 años. Fue cofundador del Festival de Cine de Guadalajara y creó la compañía de producción Tequila Gang. En noviembre de 2022, la UNAM le otorgó el doctorado honoris causa por sus «aportaciones a la cultura y su apoyo a la juventud».

## Biografía y carrera

### Primeros años
Guillermo del Toro nació en Guadalajara, Jalisco, México, siendo hijo de la actriz Guadalupe Gómez, y de Federico del Toro Torres, un negociante de compra venta de automóviles usados. Creció en un hogar estrictamente católico.
Del Toro estudió en el Centro de Investigación y Estudios Cinematográficos, de la Universidad de Guadalajara. Creativo desde muy chico, fue marcado por una experiencia extraordinaria, un sueño lúcido en el que recuerda haber visto un fauno salir de atrás de su reloj y monstruos paseando por debajo de su alfombra verde. Aterrorizado pero con ganas de ir al baño, Del Toro pequeño les ofreció un trato: si lo dejaban ir a orinar sería amigo de ellos para toda la vida. Cumplida la parte de ellos, Guillermo dedicó toda su carrera a presentar a sus nuevos amigos bajo una luz más amable en su filmografía.
Del Toro mostró un interés muy temprano por el género fantástico. Su padre, un empleado automotriz con poca imaginación, no comprendía la fascinación de Guillermo por películas como Frankenstein de James Whale y los cómics de monstruos. Pero a pesar de eso, Del Toro logró disfrutar de historias japonesas como Astro Boy, La princesa caballero y Godzilla, y también de la clásica revista Famous Monsters of Filmland, de la que fue tan fanático que tuvo que aprender inglés por su cuenta para poder leerla. En la revista aprendió sobre una sustancia llamada nitrocelulosa. Este descubrimiento impulsó sus primeros descubrimientos con el maquillaje, con el que empezó a simular cicatrices para asustar a su niñera.

### Inicios como cinematógrafo

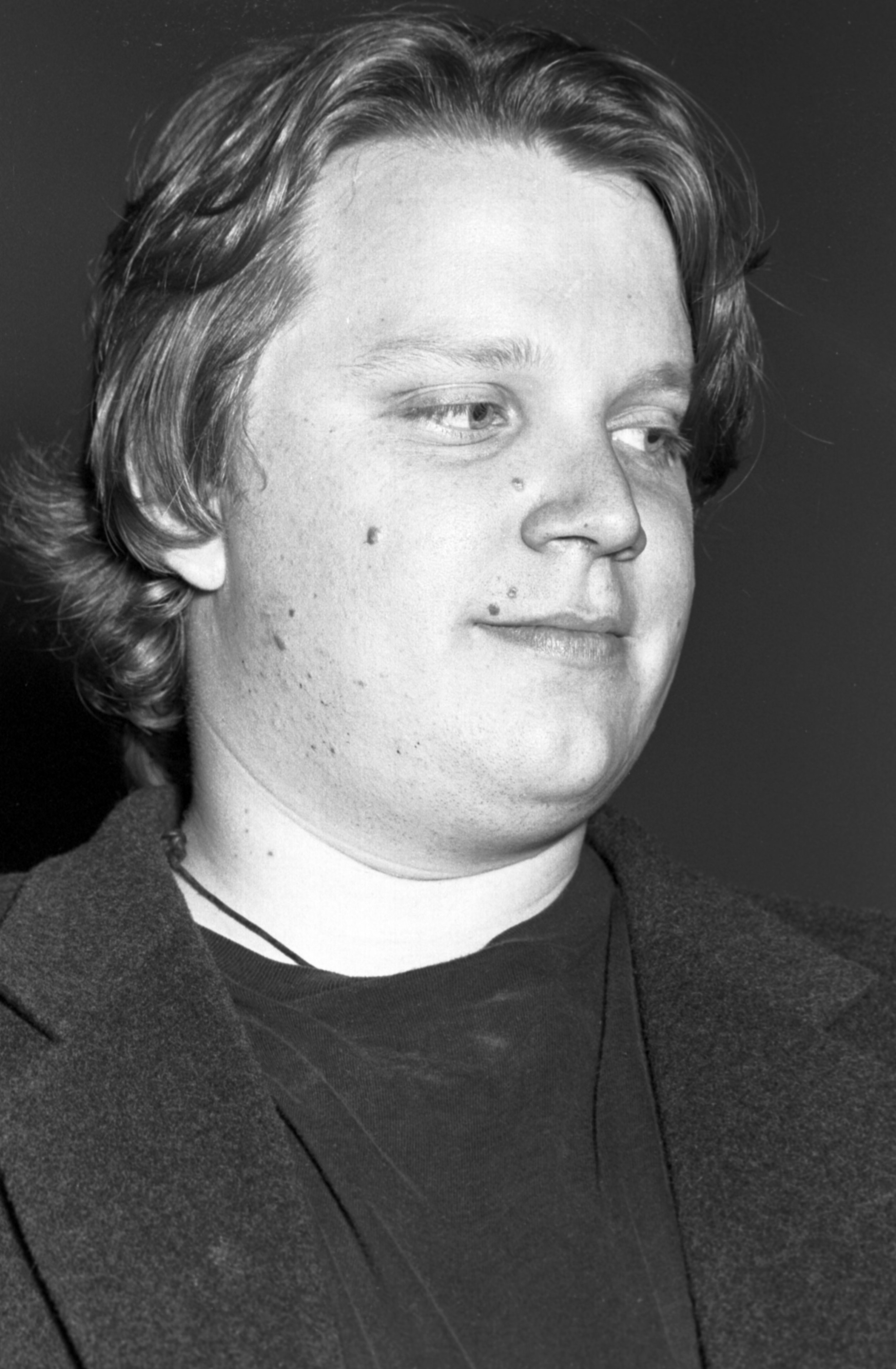
Guillermo del Toro en 1993.

Guillermo del Toro es un cineasta que ha dirigido una amplia variedad de películas, desde adaptaciones de cómics (como Hellboy y Blade II), hasta películas de terror y fantasía histórica, dos de las cuales se sitúan en España en la época de la guerra civil española y el periodo inmediatamente posterior, durante el régimen dictatorial del general Francisco Franco. Estas películas, El espinazo del diablo y El laberinto del fauno, también comparten aspectos similares: protagonistas (niños pequeños) y temática (como la relación entre terror y fantasía y el vivir bajo el yugo de un régimen fascista o dictatorial).
Se caracteriza por imprimir una estética y ambientación espectaculares a sus películas, creando ambientes tétricos y agobiantes o situaciones mágicas y fantásticas. Su estilo está marcado por su gusto por la biología y por la escuela de arte simbolista, su fascinación por el mundo fantástico desde el punto de vista de los cuentos de hadas y su gusto por los temas oscuros. Sus trabajos incluyen frecuentemente monstruos o seres fantásticos. Del Toro siempre ha afirmado estar enamorado de los monstruos: «mi fascinación hacia ellos es casi antropológica... los estudio, los disecciono en algunas de mis películas: quiero saber cómo funcionan, qué aspecto tienen por dentro y cómo se comportan». También tiene una lista de otras cosas que le fascinan y que se han convertido en piezas habituales de sus películas: «tengo una especie de fetichismo por los insectos, la relojería, la maquinaria y los engranajes, monstruos, lugares oscuros, cosas sin nacer...»
Guillermo del Toro es también amigo de Alfonso Cuarón y Alejandro González Iñárritu, otros dos directores mexicanos renombrados. Los tres influyen a veces en las decisiones de los demás en cuestiones de dirección, han sido entrevistados juntos por Charlie Rose y Cuarón fue uno de los productores de El laberinto del fauno con su compañía Esperanto Filmoj. Los tres fueron nominados a los Premios Óscar de 2006, celebrados en febrero de 2007: Del Toro fue nominado por El laberinto del fauno (que obtuvo seis nominaciones, incluyendo mejor película de habla no inglesa), Cuarón por escribir y editar Children of men e Iñárritu por producir y dirigir Babel.
A finales de enero de 2008, se publicó que dirigiría las películas basadas en la novela El hobbit, del escritor británico J. R. R. Tolkien, a partir de la que se realizarían dos películas, cuyo estreno se preveía para 2012 y 2013. Sin embargo, a pesar de haberse involucrado por más de dos años en el diseño y producción de las adaptaciones al cine de dicha novela, el 31 de mayo de 2010, Del Toro renunció a la dirección de las cintas, a causa del retraso en el comienzo de la filmación debido primordialmente a problemas financieros que atravesaba la productora Metro Goldwyn Mayer. Finalmente, ha quedado acreditado solo como guionista en cada uno de los filmes de lo que acabó siendo una trilogía.

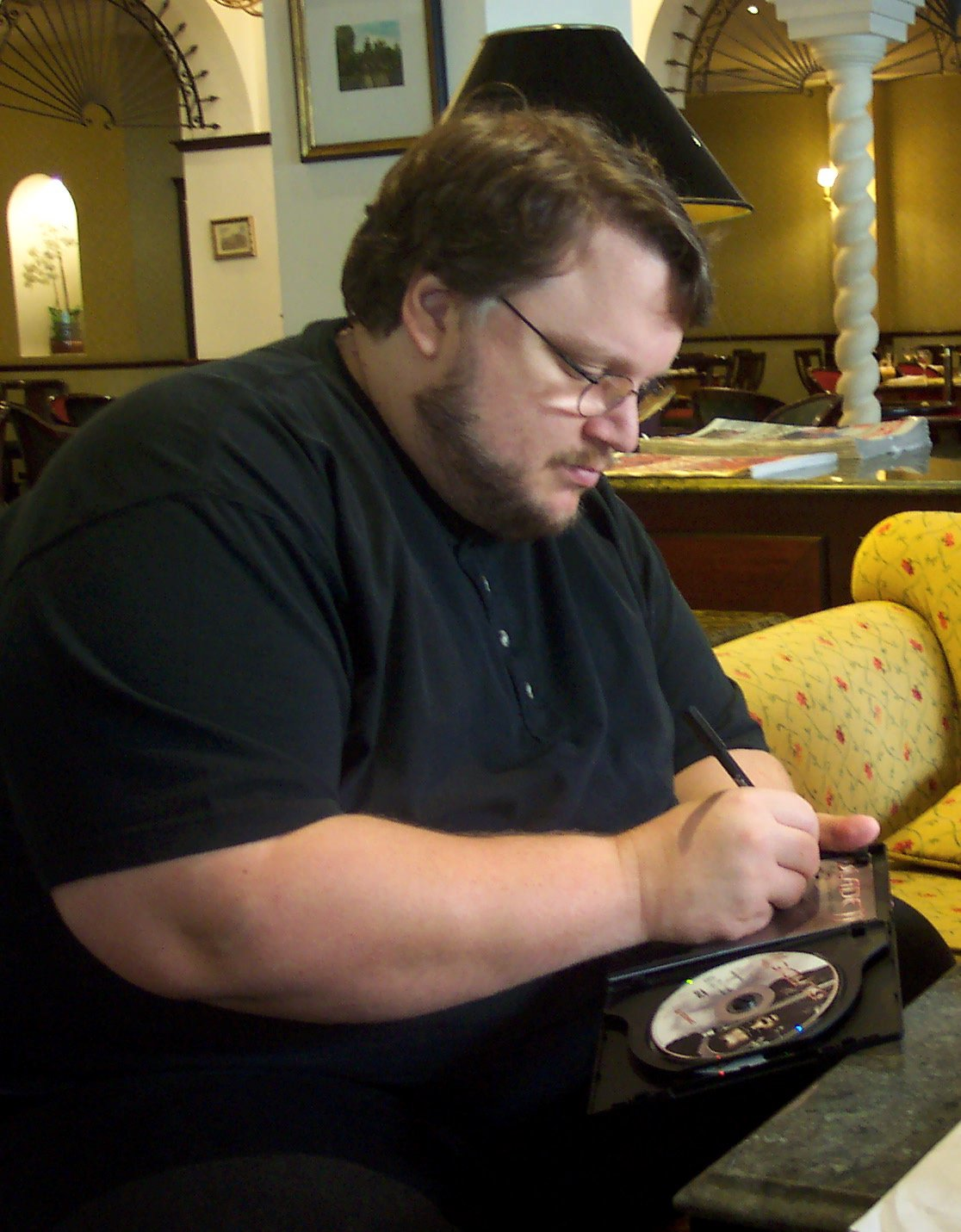
Guillermo Del Toro firmando un autógrafo para Blade II en 2002.

Su película como director de 2017, La forma del agua, fue proyectada en la sección de competición principal de la 74.ª edición del Festival Internacional de Cine de Venecia, estrenándose así el 31 de agosto de 2017, y siendo galardonada con el León de Oro a la mejor película.
Estuvo involucrado con Pacific Rim: Uprising, producida por Universal Pictures y Legendary Pictures, estrenada el 23 de marzo de 2018.
En 2008 comenzó a involucrarse en el desarrollo de la producción de una nueva adaptación en tercera dimensión de Pinocho en stop motion. En mayo de 2012, con el financiamiento de The Jim Henson Co., Del Toro anunció que codirigiría la película con Mark Gustafson ya que, según declaró, «debía dirigirla por la gran influencia que la historia había generado a lo largo de su vida»; sin embargo, el inicio del rodaje se fue alargando dado el temor de los estudios ante la recuperación económica del proyecto, con lo cual en 2013 Del Toro volvió al rol de productor mientras que la dirección recayó en manos del artista gráfico Gris Grimly. Ante el fracaso en la taquilla estadounidense de Frankenweenie, el proyecto quedó en pausa. Sin embargo, el 22 de octubre de 2018 se anunció que Del Toro sería el encargado de dirigir, escribir y producir la versión musical de Pinocho, en colaboración con la directora de animación Karla Castañeda, para Netflix. En esta película se utilizó principalmente la técnica de Stop-Motion. La premier fue presentada en el Festival de Londres el 15 de octubre de 2022. Pinocho se hizo acreedora al Globo de Oro en la categoría de "Mejor película animada".

### En las montañas de la locura
Del Toro y el también guionista y director de cine Matthew Robbins escribieron en 2006 una adaptación de En las montañas de la locura, una novela de horror de H. P. Lovecraft, la cual fue rechazada originalmente por Warner.  
En 2010, Del Toro retomó el proyecto que contaría con las actuaciones de Tom Cruise y de Ron Perlman y con la producción de James Cameron, del cual durante nueve meses se hicieron bosquejos, se diseñaron criaturas y se construyeron foros, hasta que la productora Universal decidió cancelarlo en 2011 porque requería de un costoso presupuesto de $150 millones de dólares para su realización en Alaska y por la insistencia del tapatío en obtener una clasificación tipo R (restringido a menores de 17 años que no estén acompañados por un adulto) para hacer justicia a la visión del autor, aunado a que, tras el estreno de Prometheus, la compañía juzgó que había demasiadas ideas similares a las de la precuela de Alien.
En julio de 2014, Del Toro comentó la posibilidad de retomar la película bajo la producción de Legendary mostrando su disposición para llevar a cabo las necesarias variaciones con el fin de pasar de la calificación R a la más comercial PG-13: «Voy a explorar las maneras de hacerla tan terrorífica como sea posible, solo que no tan explícita».
En noviembre de 2018, Del Toro reveló todas las películas que escribió y no se concretaron, diecisiete guiones terminados que nunca se produjeron, entre ellos En las montañas de la locura.
El 6 de marzo de 2020, se filtró el guion de la adaptación cinematográfica de En las montañas de la locura de Del Toro, 108 páginas disponibles en línea.
En diciembre de 2021, el director declaró que seguía comprometido a llevar el imaginario de H. P. Lovecraft al cine rescatando En las montañas de la locura para Netflix, dado que fue este uno de los primeros proyectos que presentó a la plataforma tras cerrar un contrato de varios años con ella en 2020. Añadiendo que de salir adelante, la adaptación incluiría cambios ajustados a su visión actual:

El guion que escribí hace 15 años no es el guion que haría ahora; necesito reescribirlo. No solo para reducirlo, sino porque entonces intentaba salvarlo con elementos que lo hicieran capaz de seducir a la maquinaria de estudios. Un blockbuster. Y creo que ya no necesito conciliar esto. Puedo ir a una versión más esotérica, más extraña y pequeña, donde retome algunas escenas que se quedaron fuera. (...) Ya he hecho set pieces así, me apetece ir en una dirección más rara. Sé que algunas cosas se mantendrán. Sé que el final que tenemos es uno de los más intrigantes, extraños e inquietantes para mí, y hay unas cuatro escenas de terror del guion original que adoro.

En noviembre de 2022, el propio director publicó en su Instagram una prueba de efectos digitales para la película elaborada por Industrial Light & Magic.

### Otros proyectos

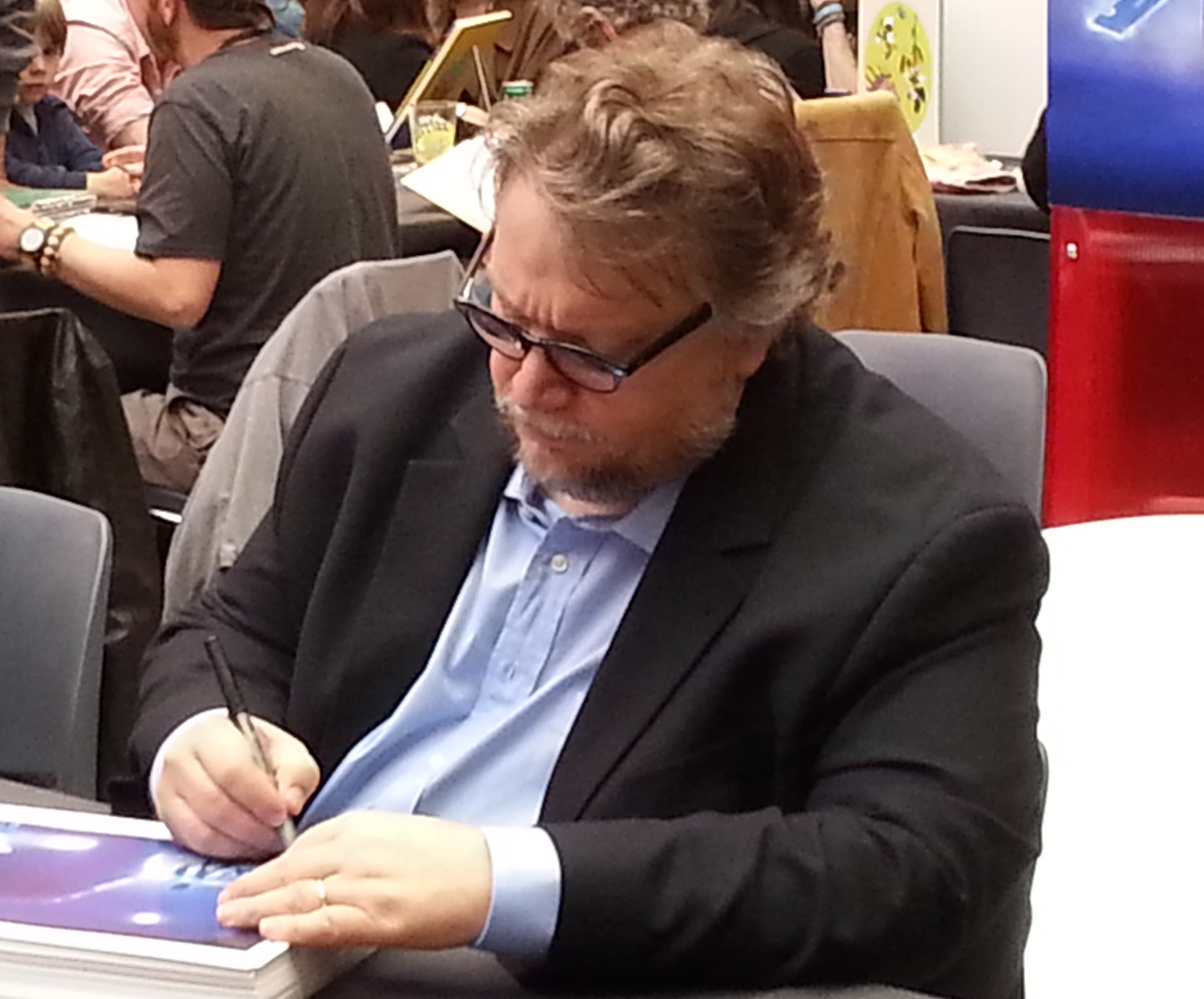
Del Toro en el Festival Annecy de 2016.

En junio de 2010 se anunció a Del Toro como guionista de una nueva historia de Van Helsing que podría haber producido para Universal y de la que se especulaba si se haría cargo de la dirección.
El 22 de julio de 2010 se anunció en la Convención Internacional de Cómics de San Diego que estaba en desarrolló un nuevo filme basado en la atracción de Disneylandia The haunted mansion, con Guillermo del Toro involucrado en la escritura del guion y en su producción para Disney. El 7 de agosto de 2012, el realizador declaró al sitio Collider que coescribiría el guion pero que no dirigiría la película.
Aunque en octubre de 2010 se difundieron rumores de que Del Toro sería el director de la nueva adaptación cinematográfica de Godzilla al poco tiempo él mismo lo negó.
También en 2010 el cineasta fue cuestionado acerca de la realización de un tercer fime de Hellboy pero él mismo desestimó cualquier posibilidad. Sin embargo, en julio de 2012, ante los rumores durante la Comic-Con de que se haría Hellboy III, reveló a Entertainment Weekly: «puedo decir públicamente que estamos juntos tratando de hacerla». En 2013, a través de las redes sociales, el actor Ron Perlman instó a los seguidores de la saga a mostrar su apoyo al proyecto con el fin de que Columbia y Universal confiaran en que era una inversión rentable ante los temores por su recuperación financiera dado el enorme presupuesto que requería su filmación y el hecho de que las ganancias de las películas anteriores residieron en las ventas para formatos caseros. Finalmente, en julio de 2014 Del Toro sentenció: «No vislumbramos esa película en el horizonte, pero la idea consistía en que Hellboy finalmente se percatara que su destino, su inevitable destino, era convertirse en la bestia del Apocalipsis y que él y Liz encararan esa parte de su naturaleza. Él tenía que hacerlo, irónicamente, con el objetivo de ser capaz de derrotar al adversario que tendría que encarar en la tercera película. Debe convertirse en la bestia del Apocalipsis para ser capaz de proteger a la humanidad, pero al mismo tiempo se convierte en un ser mucho más obscuro. Es un final muy interesante a la serie, pero no creo que suceda».
Asimismo, en 2012 se anunció que Marvel tenía en desarrollo una nueva serie de televisión de El increíble Hulk. Sin embargo, tras la buena recepción del personaje luego del estreno de The avengers, la productora retomó el plan para hacer una nueva película con el personaje de Bruce Banner interpretado por Mark Ruffalo por lo que el proyecto televisivo está en pausa.
En septiembre de 2012, Rupert Wyatt dejó la dirección de Dawn of the Planet of the Apes, ante lo cual Del Toro apareció entre los directores considerados por 20th Century Fox para hacerse cargo de esta secuela del reboot de la franquicia, la cual finalmente quedó en manos de Matt Reeves.
Antes de la WonderCon de Los Ángeles de 2013, Guillermo del Toro inició conversaciones con Warner Bros. Pictures y la compañía de historietas DC Comics para trabajar en una adaptación que reuniera en un grupo de superhéroes paranormales a personajes clásicos del sello Vertigo como Etrigan el Demonio, El Espectro, Deadman, Zatanna, John Zatara, Sargón, El Extranjero Fantasma, John Constantine, La Cosa del Pantano, Madame Xanadú, Sombra y Encantadora, junto con otros nuevos como Mindwarp, tomando como base el reciente éxito comercial de una serie basada en Los Nuevos 52 -reinicio de las historias de DC- llamada La Liga de la Justicia Oscura, de la que también se desprenderían series de películas para cada personaje. Con el aval de las compañías, Del Toro ya les había entregado para noviembre de 2014 un guion titulado Dark universe, el cual se mantiene en los planes de producción hasta la fecha, pero de la que se anunció en junio de 2015 que el director ya no se encontraba vinculado al proyecto.
El 26 de noviembre de 2018, Del Toro confesó en Twitter la lista de guiones que no había logrado convertir en películas.

## Otras actividades

### Novelas
En 2009 Guillermo del Toro debutó como escritor al verse publicada su primera novela: Nocturna, primer volumen de la Trilogía de la Oscuridad (Nocturna, Oscura y Eterna), escrita conjuntamente con Chuck Hogan y que trata de un virus que transforma a las personas en vampiros. En el segundo semestre de 2010 Del Toro y Hogan publicaron en todo el mundo Oscura, la segunda entrega de la trilogía.

### Videojuegos
En 2010, Mercury Steam utilizó de la película El laberinto del fauno el personaje del fauno como parte importante del juego Castlevania Lords of Shadows.
Guillermo del Toro tenía planeado lanzar un videojuego con la compañía THQ titulado INSANE, un juego de supervivencia como Silent Hill. Se esperaba que el lanzamiento se produjera a mediados de 2013, pero el 6 de agosto de 2012 el proyecto fue cancelado por la misma THQ. El 6 de enero de 2013, Guillermo del Toro declaró que el proyecto seguía en pie y que estaba en negociaciones con «una compañía grande» que financiaría la publicación del juego.
Durante la Gamescom 2014 se dio a conocer al público una demostración titulada «P. T.» (siglas de "Playable Teaser"), la cual consistía en un pequeño juego de horror en primera persona donde el jugador debe resolver un acertijo sin ninguna clase de pista o instrucción específica dentro de una pequeña casa, la cual cambia ligeramente de escenarios y genera un ciclo de infinitos sótanos y pasillos hasta que el jugador pueda resolver el acertijo.
En los créditos de dicha demostración, se puede apreciar el nombre de Guillermo del Toro junto con Hideo Kojima y Norman Reedus, desvelando al final el título del próximo videojuego que se estaba desarrollando: Silent Hills, que podría basarse en la clásica franquicia del Survival Horror Silent Hill aunque segundos después aparecía otro anuncio advirtiendo al público que la demostración no tiene relación alguna con el juego en el que se estaba trabajando. El proyecto fue luego cancelado, al parecer por la dificultad que Konami, su desarrolladora, vio venir tras la posibilidad de no solo no tener ganancias, sino de también no recuperar lo invertido al crearlo pues, según trascendió, este "playable teaser" por sí solo costó demasiado a la compañía, lo cual generó incertidumbre.
Recientemente salió a la venta Death Stranding que junto con Hideo Kojima y Norman Reedus ha sido el último juego en el que han colaborado juntos.

## Filmografía

##### Cine
| Año  | Título                                    | Acreditado como | Acreditado como | Acreditado como | Acreditado como     | Acreditado como                                              |
| Año  | Título                                    | Director        | Guionista       | Productor       | Productor ejecutivo | Notas                                                        |
| ---- | ----------------------------------------- | --------------- | --------------- | --------------- | ------------------- | ------------------------------------------------------------ |
| 1985 | Doña Herlinda y su hijo                   |                 |                 |                 | Sí                  |                                                              |
| 1986 | Doña Lupe                                 | Sí              | Sí              | Sí              |                     | Cortometraje                                                 |
| 1987 | Geometría                                 | Sí              | Sí              | Sí              |                     | Cortometraje                                                 |
| 1993 | Cronos                                    | Sí              | Sí              |                 |                     |                                                              |
| 1997 | Mimic                                     | Sí              | Sí              |                 |                     |                                                              |
| 1998 | Un embrujo                                |                 |                 | Sí              |                     |                                                              |
| 2001 | El espinazo del diablo                    | Sí              | Sí              | Sí              |                     |                                                              |
| 2002 | Asesino en serio                          |                 |                 |                 | Sí                  |                                                              |
| 2002 | Blade II                                  | Sí              |                 |                 |                     |                                                              |
| 2004 | Crónicas                                  |                 |                 | Sí              |                     |                                                              |
| 2004 | Hellboy                                   | Sí              | Sí              |                 |                     |                                                              |
| 2006 | Hellboy animated: Sword of storms         |                 |                 |                 |                     | Productor creativo. Telefilme de animación.                  |
| 2006 | El laberinto del fauno                    | Sí              | Sí              | Sí              |                     |                                                              |
| 2007 | Hellboy animated: Blood and iron          |                 |                 |                 |                     | Productor creativo. Telefilme de animación.                  |
| 2007 | El orfanato                               |                 |                 |                 | Sí                  |                                                              |
| 2007 | Hellboy animated: Iron shoes              |                 |                 |                 |                     | Productor creativo. Cortometraje de animación en vídeo.      |
| 2008 | While she was out                         |                 |                 |                 | Sí                  |                                                              |
| 2008 | Rudo y Cursi                              |                 |                 | Sí              |                     |                                                              |
| 2008 | Cosas insignificantes                     |                 |                 | Sí              |                     |                                                              |
| 2008 | Hellboy II: The golden army               | Sí              | Sí              |                 |                     |                                                              |
| 2009 | Rabia                                     |                 |                 |                 | Sí                  |                                                              |
| 2009 | Splice                                    |                 |                 |                 | Sí                  |                                                              |
| 2010 | Megamind                                  |                 |                 |                 |                     | Asesor creativo                                              |
| 2010 | Biutiful                                  |                 |                 | Sí              |                     |                                                              |
| 2010 | Los ojos de Julia                         |                 |                 | Sí              |                     |                                                              |
| 2011 | Kung fu panda 2                           |                 |                 |                 |                     | Consultor creativo                                           |
| 2011 | Don't be afraid of the dark               |                 | Sí              | Sí              |                     |                                                              |
| 2011 | Puss in Boots                             |                 |                 |                 | Sí                  | Voz del Comandante                                           |
| 2012 | Rise of the guardians                     |                 |                 |                 | Sí                  |                                                              |
| 2012 | The hobbit: An unexpected journey         |                 | Sí              |                 |                     |                                                              |
| 2012 | The captured bird                         |                 |                 |                 | Sí                  | Cortometraje                                                 |
| 2013 | The hobbit: The desolation of Smaug       |                 | Sí              |                 |                     |                                                              |
| 2013 | Mamá                                      |                 |                 |                 | Sí                  |                                                              |
| 2013 | Pacific rim                               | Sí              | Sí              | Sí              |                     |                                                              |
| 2014 | The hobbit: The battle of the five armies |                 | Sí              |                 |                     |                                                              |
| 2014 | The book of life                          |                 |                 | Sí              |                     |                                                              |
| 2014 | Dinner                                    |                 |                 |                 |                     | Asesor creativo. Cortometraje.                               |
| 2015 | Crimson Peak                              | Sí              | Sí              | Sí              |                     |                                                              |
| 2015 | La delgada línea amarilla                 |                 |                 | Sí              |                     |                                                              |
| 2016 | Kung fu panda 3                           |                 |                 |                 | Sí                  |                                                              |
| 2017 | The shape of water                        | Sí              | Sí              | Sí              |                     |                                                              |
| 2018 | Ayotzinapa: El paso de la tortuga         |                 |                 | Sí              |                     |                                                              |
| 2018 | Pacific rim: Uprising                     |                 |                 | Sí              |                     |                                                              |
| 2019 | Scary stories to tell in the dark         |                 | Sí              | Sí              |                     |                                                              |
| 2020 | The witches                               |                 | Sí              | Sí              |                     |                                                              |
| 2021 | Nightmare alley                           | Sí              | Sí              | Sí              |                     |                                                              |
| 2021 | Antlers                                   |                 |                 | Sí              |                     |                                                              |
| 2021 | Trollhunters: Rise of the titans          |                 |                 | Sí              |                     |                                                              |
| 2022 | Pinocchio                                 | Sí              | Sí              | Sí              |                     | Coescrita con Patrick McHale. Codirigida con Mark Gustafson. |
| 2025 | Frankenstein                              | Sí              | Sí              | Sí              |                     |                                                              |

### Televisión
| Años        | Programa                                    | Papel                          | Notas                      |
| ----------- | ------------------------------------------- | ------------------------------ | -------------------------- |
| 1988 - 1989 | Hora marcada                                | Director                       |                            |
| 2014 - 2017 | The Strain                                  | Cocreador, Productor ejecutivo | Creado junto a Chuck Hogan |
| 2016 - 2018 | Trollhunters: Tales of Arcadia              | Creador, Productor ejecutivo   |                            |
| 2018 - 2019 | 3Below: Tales of Arcadia                    | Creador, Productor ejecutivo   |                            |
| 2020        | Wizards: Tales of Arcadia                   | Creador, Productor ejecutivo   |                            |
| 2022        | Guillermo del Toro's Cabinet of Curiosities | Creador, Productor ejecutivo   | Serie antológica, Netflix  |

### Novela
- Los seres huecos (2020), coescrita con Chuck Hogan. Primer volumen de la saga de Las cintas de Blackwood .
- El laberinto del fauno (2019), coescrita con Cornelia Funke y basada en la película homónima.
- La forma del agua (2018), coescrita con Daniel Kraus y basada en la película homónima.
- Trollhunters (2015), coescrita con Daniel Kraus.
- Eterna (2011), coescrita con Chuck Hogan. Tercera y última entrega de La trilogía de la oscuridad.

- Oscura  (2010), coescrita con Chuck Hogan. Segunda entrega de La trilogía de la oscuridad.

- Nocturna (2009), coescrita con Chuck Hogan. Primera entrega de La trilogía de la oscuridad.

### No ficción
- Untold Horror[33] (2021), coescrito con Eli Roth, Takashi Miike, Joe Dante, Mick Garris y publicado por Dark Horse.
- The Art of Trollhunters (2019) introducción al libro publicado por Dark Horse Books.
- Guillermo del Toro's The Shape of Water: Creating a Fairy Tale for Troubled Times (2017), introducción al libro.
- Guillermo del Toro's The Devil's Backbone (2017), introducción al libro.
- The Art of The Strain (2016), introducción al libro.
- Guillermo del Toro's Pan's Labyrinth: Inside the Creation of a Modern Fairy Tale (2016), coescrita con Nick Nunziata.
- Guillermo del Toro: At Home with Monsters: Inside His Films, Notebooks, and Collections (2016), ilustrada por Guy Davis.
- Guillermo del Toro Hardcover Blank Sketchbook (2015)
- The Art of the Book of Life (2014), introducción al libro.
- Guillermo del toro. Gabinete de curiosidades. Mis cuadernos y otras obsesiones (2013), escrita e ilustrada por Del Toro.
- Guillermo Del Toro: Don’t Be Afraid of the Dark: Blackwood’s Guide to Dangerous Fairies (2011), coescrita por Christopher Golden e ilustrada por Troy Nixey.
- Hitchcock (2009)[34]
- The Monsters of Hellboy II (2008), coescrita con Mike Mignola, Sergio Sandoval y Francisco Ruis Velasco.
- Hellboy II: The Art of the Movie  (2008), coescrita con Mike Mignola.
- Hellboy: The Art of the Movie (2004), coescrita con Mike Mignola y publicada por Dark Horse.

### Otras intervenciones
- Fishhead & Other Carney Gothic Horrors (2011), comentario de Guillermo del Toro junto a otros autores a la obra original de Irvin S. Cobb.

## Crítica

#### Cine
| Película                    |                 |
| Película                    | Rotten Tomatoes |
| --------------------------- | --------------- |
| Cronos                      | 89%             |
| Mimic                       | 61%             |
| El espinazo del diablo      | 92%             |
| Blade II                    | 57%             |
| Hellboy                     | 81%             |
| El laberinto del fauno      | 95%             |
| Hellboy II: The golden army | 85%             |
| Pacific rim                 | 72%             |
| Crimson Peak                | 69%             |
| The shape of water          | 92%             |
| Nightmare Alley             | 72%             |
| Pinocho                     | 96%             |

## Premios y nominaciones
Premios Óscar
| Año  | Categoría                           | Película                          | Resultado | Ref.   |
| ---- | ----------------------------------- | --------------------------------- | --------- | ------ |
| 2007 | Mejor guion original                | El laberinto del fauno            | Nominado  | [ 47 ] |
| 2007 | Mejor película en lengua extranjera | El laberinto del fauno            | Nominado  | [ 47 ] |
| 2018 | Mejor película                      | La forma del agua                 | Ganador   | [ 48 ] |
| 2018 | Mejor director                      | La forma del agua                 | Ganador   | [ 48 ] |
| 2018 | Mejor guion original                | La forma del agua                 | Nominado  | [ 48 ] |
| 2021 | Mejor película                      | El callejón de las almas perdidas | Nominado  | [ 49 ] |
| 2023 | Mejor película de animación         | Pinocho                           | Ganador   | [ 50 ] |

Premios Globos de Oro
| Año  | Categoría                           | Película               | Resultado | Ref.          |
| ---- | ----------------------------------- | ---------------------- | --------- | ------------- |
| 2006 | Mejor película en lengua no inglesa | El laberinto del fauno | Nominado  | [ 51 ]        |
| 2017 | Mejor película - drama              | La forma del agua      | Nominado  | [ 52 ] [ 53 ] |
| 2017 | Mejor director                      | La forma del agua      | Ganador   | [ 52 ] [ 53 ] |
| 2017 | Mejor guion                         | La forma del agua      | Nominado  | [ 52 ] [ 53 ] |
| 2022 | Mejor película animada              | Pinocho                | Ganador   | [ 51 ]        |